# ماري فوستر (عالمة كيمياء حيوية)
ماري فوستر (بالإنجليزية: Mary Foster) هي عالمة كيمياء حيوية أمريكية، ولدت في 20 أبريل 1865 في ميلروز في الولايات المتحدة، وتوفيت في 21 يونيو 1960.